# Bruce Alberts
Bruce Michael Alberts (14 de abril de 1938, Chicago) es un bioquímico estadounidense conocido especialmente por su amplio estudio de los complejos de proteínas que permiten la replicación de los cromosomas cuando las células vivas se dividen. Fue presidente de la Academia Nacional de Ciencias de Estados Unidos desde 1993 hasta 2005 y es miembro del consejo de la Carnegie Corporation de Nueva York. Actualmente es editor jefe de  Science.

## Carrera universitaria
Tras graduarse del secundario New Trier High School en Winnetka, Illinois, Alberts obtuvo un título de grado en ciencias bioquímicas en el Colegio de Harvard, y realizó un doctorado en la Universidad Harvard en 1965. Luego fue a la Universidad de Ginebra para realizar un posdoctorado como compañero de Richard Epstein en el estudio de los genes que regulaban la replicación del ADN del fago T4. En 1966, se unió al Departamento de Ciencias Bioquímicas de la Universidad de Princeton como Profesor Asistente. En 1972, pasó a ser Profesor Adjunto y desde 1974 es Profesor. En 1976, aceptó una posición como profesor y vicepresidente del Departamento de Bioquímica y Biofísica en la Universidad de California, San Francisco. En 1980 recibió el premio de la Cátedra de Investigación de Por vida de la American Cancer Society. En 1985, fue nombrado jefe del Departamento.
Durante mucho tiempo también ha trabajado para la mejora de la educación científica, dedicando gran parte de su tiempo a proyectos educativos, tales como Ciudad de la Ciencia, un programa encaminado a mejorar la enseñanza de las ciencias en las escuelas primarias de San Francisco. Ha sido miembro de la junta consultiva del National Science Resources Center, un proyecto conjunto de la Academia Nacional de Ciencias de Estados Unidos y el Instituto Smithsoniano trabajando con maestros, científicos y sistemas escolares para mejorar la enseñanza de la ciencia, así como en la Academia Nacional de Ciencias del "Comité Nacional de Estándares y Evaluación de la Ciencia de la Educación".
Hasta su elección como Presidente de la Academia Nacional de Ciencias de Estados Unidos en 1995, fue presidente electo de la Sociedad Americana de Bioquímica y Biología Molecular. Actualmente es miembro de la junta asesora de la Campaña de Defensa de la Constitución. El 17 de diciembre de 2007, se anunció que Alberts había aceptado el puesto de editor en jefe de la publicación insignia de la Asociación Americana para el Avance de la Ciencia, la revista Science.
Alberts es el copresidente del Consejo Interacadémico, una nueva institución de asesoramiento en Ámsterdam gobernado por los presidentes quince academias de ciencias de todo el mundo. Alberts fue presidente de la Academia Nacional de Ciencias por dos períodos, desde 1993 hasta 2005.

## Carrera política
En su discurso del 4 de junio de 2009 en la Universidad de El Cairo, el presidente de Estados Unidos Barack Obama anunció un nuevo programa de Ciencia enviado como parte de un «nuevo comienzo entre Estados Unidos y los musulmanes de todo el mundo». En enero de 2010, Bruce Alberts, Ahmed Zewail y Elias Zerhouni se convirtieron en los primeros enviados de la ciencia de EE. UU. al Islam, visitando los países de mayoría musulmana del norte de África hasta el sudeste de Asia.

## Publicaciones
Alberts ha tenido una carrera de investigación productiva en el ámbito de la replicación del ADN y la división celular. Su libro de texto Biología Molecular de la célula, ahora en su sexta edición, es el libro de texto de biología de la célula normal en la mayoría de las universidades, la cuarta edición está libremente disponible en el Centro Nacional de Información sobre Biotecnología.
Este libro y su homólogo para estudiantes de pregrado Introducción a la Biología Celular, han sido traducidos a varios idiomas.